# تشكناغ (آراغاتسوتن)
مدينة تشكناغ (بالإنجليزية: Chknagh)‏ هي إحدى المدن التابعة لمقاطعة آراغاتسوتن في أرمينيا. يقدر عدد سكانها بـ 276 نسمة حسب الإحصاء الذي جرى عام 2011.